# 陳郁如
陳郁如，臺灣的女作家，父親為陳銀輝，出生於臺灣臺北市，中原大學化學系畢業，而後前往美國紐約取得藝術學位。現在定居於美國洛杉磯。作品大多以介紹東方文化為主，以奇幻小說的方式呈現。主要的作品有《修煉》系列及《仙靈傳奇》系列。

## 作品

### 修煉
1. 《動物精的祕密》
2. 《千年之約》
3. 《穿越神異界》
4. 前傳：《未知樹的預言》
5. 《異種再現》

### 仙靈傳奇
1. 詩魂
2. 詞靈
3. 畫仙
4. 陶妖
5. 玉使
6. 鏡道

故宮合作（番外篇）
1. 古物奇探-祝由師（上）
2. 古物奇探-祝由師（下）

### 養心
1. 《消失的生死玦》
2. 《泥魔妖的誘惑》

### 陳郁如的旅行風景
1. 華氏零度
2. 追日逐光
3. 跨越極地山海間：阿拉斯加52日自駕行